# Sabrina Krief
Sabrina Krief, née en 1973 à Maisons-Alfort, est une vétérinaire et primatologue française spécialiste d'écologie comportementale et de zoopharmacognosie (chimie des substances naturelles consommées) chez les chimpanzés. Professeure au Muséum national d'histoire naturelle, elle est aussi connue pour alerter l'opinion au sujet de la disparition des grands singes et de leurs habitats.

## Biographie
Née Sabrina Didier à Maisons-Alfort en 1973, depuis son enfance, elle va régulièrement dans l'Orne. En 1991, elle rencontre en terminale Jean-Michel, son futur mari. En 1997, à l'âge de 24 ans, elle est diplômée de l'école nationale vétérinaire d'Alfort. Elle réalise sa thèse d'exercice vétérinaire sur l'alimentation des chimpanzés orphelins remis en liberté par un sanctuaire au Congo. Elle soutient sa thèse de doctorat en 2003, intitulée « Métabolites secondaires des plantes et comportement animal : surveillance sanitaire et observations de l'alimentation des chimpanzés (Pan troglodytes schweinfurthii) en Ouganda. Activités biologiques et étude chimique de plantes consommées » avant de poursuivre un post-doc à l'Université de Reims Champagne-Ardenne en pharmacognosie. Depuis 2004, elle travaille au Muséum national d'histoire naturelle (MNHN). Elle est aujourd'hui professeure dans l'UMR d'Éco-anthropologie (CNRS, MNHN, Paris 7) basée au Musée de l'Homme.
Depuis 2008, elle dirige une équipe développant des travaux sur les effets des activités humaines sur le comportement et l'écologie des chimpanzés dans la zone de Sebitoli au nord du parc national de Kibale en Ouganda et par le biais de l'association "Projet pour la Conservation des Grands Singes"  sensibilise la population autour du Parc à l'environnement et à l’intérêt du parc pour ses riverains. Son équipe contribue également à réduire le braconnage en désamorçant des centaines de pièges posés dans la forêt. L'écotourisme en particulier est un atout pour la conservation des grands singes comme elle l'explique pour les gorilles de montagne dans les aires protégées de RDC, Rwanda et Ouganda. Elle participe à de nombreux projets de préservation et travaux de recherche dans et autour du Parc,.
Elle est aussi commissaire scientifique de l'exposition "Sur la piste des grands singes", présentée au Muséum national d'histoire naturelle de 2015 à mars 2016, une exposition qui attire 240 000 visiteurs. Un projet conjoint Fonds français pour l'environnement mondial/MNHN appelé FoFauPopU (Forest, Fauna, Population in Uganda) est lancé en octobre 2018.
Elle s'investit médiatiquement avec Nathalie Baye, Laurence Parisot, Patrick Roger et Yann Wehrling, demandant à créer un statut juridique de personne non humaine pour les grands singes ainsi qu'un plan pour les sauver de l'extinction,. Il faut, dit-elle, stopper le commerce illégal d’espèces de grands singes, de minerais et d’espèces végétales de leur habitat, réduire l’usage de l’huile de palme et interdire les grands singes dans les cirques.

## Travaux de recherche
Son champ d'étude englobe la zoopharmacognosie (chimie des substances naturelles consommées en auto-médication),. Son étude post-doctorale porte sur une écorce consommée par une chimpanzé : elle met en évidence que des molécules isolées de cette écorce sont actives contre les parasites digestifs mais aussi contre les cellules tumorales du poumon. Elle découvre également que les chimpanzés consomment de la terre ce qui a pour effet d'augmenter l'effet de certaines plantes ingérées précédemment. La plante Trichilia rubescens contient aussi des nouveaux limonoïdes qui pourraient se révéler comme un médicament antipaludéen efficace,. Ces différentes études montent 
Elle travaille aussi sur les interactions des chimpanzés avec les êtres humains au travers du groupe de chimpanzés de Sebitoli au Nord du parc, à l'habitat sous forte pression humaine . Ils sont capables de s'adapter - devenant nocturnes pour chaparder dans les champs de maïs ou bien s'organisant pour traverser une route nationale en groupe.
Elle met en évidence les effets de pesticides sur les primates : malformations faciales et troubles de la reproduction. Elle fait alors appel à l’endocrinologue Barbara Demeneix spécialisée dans les perturbateurs endocriniens pour les analyses. Du chlorpyrifos (insecticide de la famille des organophosphorés), du DDT (un insecticide notamment utilisé contre les moustiques dans le cadre de la lutte contre le paludisme) et du DDE (un produit de la transformation du DDT) sont présents dans les échantillons de maïs ainsi que de l'imidaclopride (insecticide de la famille des néonicotinoïdes) dans les poissons.

## Vie privée
Elle est mariée à Jean-Michel Krief, photographe qui participe à ses recherches grâce à la photographie qui illustre mais permet aussi de recueillir des informations,.

## Publications
- Sabrina et Jean-Michel Krief, Les Chimpanzés des monts de la Lune, Paris, Muséum national d’histoire naturelle/Belin, 2014, 274 p. (ISBN 978-2-7011-8308-4, lire en ligne)
- Sabrina Krief, Chimpanzés, mes frères de la forêt, Paris, Acte Sud, 2019, 174 p. (ISBN 978-2-330-12669-8, lire en ligne)

- Thèse. Métabolites secondaires des plantes et comportement animal: surveillance sanitaire et observations de l’alimentation des chimpanzés (Pan troglodytes schweinfurthii) en Ouganda. Activités biologiques et étude chimique de plantes consommées. Sabrina Krief, Museum national d’histoire naturelle - MNHN PARIS, 2003

## Décorations et récompenses
- Officier de l'ordre national du Mérite (2023)
- Chevalier de la Légion d'honneur Depuis le 13 juillet 2019[29].
- Chevalier de l’Ordre national du Mérite (2015)[30]
- Membre correspondant de l'Académie vétérinaire de France (nomination en 2013)[31]
- Membre correspondant de l'Académie nationale de médecine (nomination en 2013)[32]
- Lauréate de l’Académie nationale de Médecine (Prix Alimentation et Nutrition, 2012)[33]
- Prix "Terre de femmes" 2009 décerné par la fondation Yves-Rocher pour son action pour la protection des grands singes[34].

#### Primatologues
- Kinji Imanishi
- Louis Leakey
- Biruté Galdikas
- Jane Goodall
- Diane Fossey
- Frans de Waal
- Gladys Kalema-Zikusoka